# František Hadaš
František Hadaš (8. července 1917 Praha – 8. července 1995 Norimberk) byl český sportovec. Nejprve se věnoval skoku do výšky, později po zranění v roce 1937 lukostřelbě. 
Už v roce 1938 se stal mistrem světa v lukostřelbě a podílel se na získání mistrovského titulu v soutěži družstev (s B. Doležalem a J. Lenečkem). Jeho největším poválečným úspěchem bylo 2. místo na MS 1949 v Paříži, kde československé družstvo mužů (J. Baštář, J. Brejcha a F. Hadaš) získalo světové prvenství.
Na MS 1946 byl 4. (družstvo F. Hadaš, V. Karola, S. Votka obsadilo 2. místo), stejně jako na MS 1950 (družstvo F. Hadaš, J. Baštář, K. Vokurka získalo bronzové medaile). Zúčastnil se také MS 1955, 1957 a 1958. 
V domácích soutěžích byl v letech 1949, 1950 a 1954 na 1. místě lukostřeleckého žebříčku, v sezonách 1951–55 několikrát zvítězil v soutěži jednotlivců v terčové, resp. terénní lukostřelbě. Startoval v družstvech Dynamo Praha (Slavia), Sokol (Spartak) Cheb, Slavoj výrobní družstva (později Start Praha). 
Po 2. světové válce pomáhal obnovit továrnu na kola Eska Cheb. Zabýval se také výrobou tělocvičného nářadí a sportovního vybavení v n. p. Sport a pracoval jako správce sportovního areálu na Strahově. V 60. letech 20. století odešel na doporučení ČSTV do Rakouska, kde vedl reprezentaci. 
Později se odstěhoval do bavorského Marktredwitz, kde se dál věnoval sportovní lukostřelbě.

## Rodina
Hadašův syn František (* 22. března 1941) rovněž závodil v lukostřelbě. Na Letních olympijských hrách v roce 1980 v Moskvě soutěžil v jednotlivcích mužů, obsadil 24. místo. Dcera Ludmila (* 1942) se věnovala terénní lukostřelbě (MS 1978). Lukostřeleckého MS se účastnil i vnuk František Hadaš, obsadil 16. místo. K tomu získal dvanáct titulů z republikových šampionátů.

## Dílo
- HADAŠ, František, VYSKOČIL, Jiří: Luk a šíp, Státní tělovýchovné nakladatelství, Praha 1955 (1960 ruské, 1963 německé vydání)